# PLC
PLC (do inglês Power Line Communication, aproximadamente "comunicação via rede elétrica") é a tecnologia que utiliza uma das redes mais utilizadas em todo o mundo: a rede de energia eléctrica. A ideia desta tecnologia não é nova. Ela consiste em transmitir dados e voz em banda larga pela rede de energia eléctrica. Como utiliza uma infra-estrutura já disponível, não necessita de obras numa edificação para ser implantada. 
A PLC trabalha na camada 2 do modelo ISO/OSI, ou seja, na camada de enlace. Sendo assim, pode ser agregada a uma rede TCP/IP (camada 3) já existente, além de poder trabalhar em conjunto com outras tecnologias de camada 2.

## Histórico da tecnologia PLC
Sistemas de Powerline Carrier, chamados também de OPLAT (Ondas Portadoras em Linhas de Alta Tensão), têm sido utilizados pelas empresas de energia elétrica desde a década de 1920. Estes sistemas foram e ainda são utilizados para telemetria, controle remoto e comunicações de voz. Os equipamentos são muito robustos e normalmente tem uma vida útil superior a trinta anos. Só recentemente, com o avanço de instalação de fibras ópticas e redução de preço dos sistemas de telecomunicações.
Algumas, poucas, aplicações de banda estreita em residências e sistemas de segurança e automação predial utilizam ainda sistemas de Powerline Carrier de banda estreita, baixa velocidade e com modulação analógica.
Em 1991, o Dr. Paul Brown da Norweb Communications (Norweb é a empresa de Energia Eléctrica da cidade de Manchester, Inglaterra) iniciou testes com comunicação digital de alta velocidade utilizando linhas de energia eléctrica. Entre 1995 e 1997, ficou demonstrado que era possível resolver os problemas de ruído e atenuar (mas não eliminar totalmente) as interferências e que a transmissão de dados de alta velocidade poderia ser viável.
Em outubro de 1997, a Nortel e Norweb anunciaram que os problemas associados ao ruído e interferência das linhas de electricidade estavam solucionados em apenas algumas faixas de frequência. Mesmo assim dois meses depois, foi anunciado pelas mesmas empresas o primeiro teste de acesso à Internet, realizado numa escola de Manchester. Com isso, foi lançada uma nova ideia para negócios de telecomunicações que a Nortel/Norweb chamaram de Digital Powerline.
Em março de 1998, a Nortel e a Norweb criaram uma nova empresa intitulada de NOR.WEB DPL com o propósito de desenvolver e comercializar Digital PowerLine (DPL).
Todas as empresas eléctricas do mundo estavam pensando em se tornar provedores de serviços de telecomunicações, utilizando seus activos de distribuição. Devemos lembrar que o sector de telecomunicações estava passando por um crescimento explosivo no mundo (celular e Internet), e, particularmente no Brasil, estava em curso a maior privatização de empresas de telecomunicações.
O acompanhamento dos desenvolvimentos e progressos da tecnologia Powerline era feito na época, no Brasil, pelo Subcomitê de Comunicações do GCOI, e a APTEL, que foi criada em abril de 1999, realizou o seu primeiro Seminário em setembro de 1999, com o tema: Tecnologia Powerline Communications (PLC).
Convém também lembrar que na Europa em 1997 foi criado o PLC Fórum e, em 1998, a UTC lançou nos USA o Power Line Telecommunications Forum (PLTF).
Actualmente, temos diversos produtos comerciais com tecnologia Powerline Communications e o próprio FCC (Federal Communications Commission) fez declarações sobre a viabilidade desta tecnologia com algumas ressalvas.

## Funcionamento
Existem dois tipos de PLC:
- a primeira é a interior (indoor), onde a transmissão é conduzida usando a rede eléctrica interna de um apartamento ou de um prédio;
- a segunda é a exterior (outdoor), onde a transmissão é conduzida usando a rede pública exterior de energia eléctrica.

O princípio básico de funcionamento das redes PLC é que, como a frequência dos sinais de conexão é na casa dos MHz (1 a 30 MHz), e a energia eléctrica é da ordem dos Hz (50 a 60 Hz), os dois sinais podem conviver  em harmonia, no mesmo meio. Com isso, mesmo se a energia elétrica não estiver passando no fio naquele momento, o sinal da Internet não será interrompido.
A tecnologia, também possibilita a conexão de aparelhos de som e vários outros eletroeletrônicos em rede. A Internet sob PLC possui velocidade simétrica, ou seja, você tem o mesmo desempenho no recebimento ou envio de dados.
O sinal do BPL sai da central, indo para o injector, que vai se encarregar de enviá-lo para a rede eléctrica. No caminho, o repetidor tem a função de evitar que os transformadores filtrem as altas frequências.
Chegando perto da casa, o extractor, que deixa o sinal pronto para uso da casa, chegando até o modem BPL, que vai converter para uso pelo computador, através de uma porta Ethernet ou USB.
No penúltimo passo, no caminho poste-casa, há 3 meios: por cabo de fibra óptica, por wireless ou pela própria fiação eléctrica, este último mais provável. Como há um repetidor a cada transformador, e nesse sistema com redes inteligentes não se usa mais os actuais 'relógios', descarta-se a desvantagem mais famosa na Internet do uso do PLC - de que os transformadores, por absorver os sinais, impossibilitariam a instalação.

## Vantagens do uso da PLC
Uma das grandes vantagens do uso da PLC é que, por utilizar a rede de energia eléctrica, qualquer "ponto de energia" é um potencial ponto de rede, ou seja, só é preciso ligar o equipamento de conectividade (que normalmente é um modem) na tomada, e pode-se utilizar a rede de dados. Além disso, a tecnologia suporta altas taxas de transmissão, podendo chegar até aos 200Mbps em várias frequências entre 1,7 MHz e 30 MHz.

## Desvantagens do uso da PLC
Uma das grandes desvantagens do uso da PLC (ou BPL), é que qualquer "ponto de energia" pode se tornar um ponto de interferência, ou seja, todos os outros equipamentos que utilizam radiofrequência, como receptores de rádio, telefones sem fio, alguns tipos de interfone e, dependendo da situação, até televisores, podem sofrer interferência. A tecnologia usa a faixa de frequências de 1,7 MHz a 50 MHz, com espalhamento harmónico até frequências mais altas. Outra desvantagem é o facto de ser half-duplex sem esquecer que é um sistema de banda partilhada. Estas duas características fazem com que o débito seja reduzido em comparação com outras tecnologias.
Em alguns países, existem movimentos e acções judiciais contra a sua instalação.
Dentro e fora de casa, a rede eléctrica está sujeita a todo tipo de interferência e ruídos gerados por fontes chaveadas, motores e até dimmers. Outro factor negativo das redes eléctricas é sua oscilação: características como impedância, atenuação e frequência podem variar drasticamente de um momento para o outro, à medida que luzes ou aparelhos ligados à rede são ligados ou desligados. Além disso, se a intenção for transmitir informação a longas distâncias, os transformadores de distribuição são verdadeiras barreiras para a transferência de dados. Apesar de permitirem a passagem de corrente alternada a 50 Hz ou 60 Hz com quase 100% de eficiência, os transformadores atenuam seriamente outros sinais de maior frequência.
Para atender às suas próprias necessidades, as distribuidoras de energia eléctrica ocasionalmente criam soluções que fazem com que esses sinais contornem ou até atravéssem os transformadores por meio de redes especiais de alta frequência. Novas técnicas são capazes de recuperar sinais fortemente atenuados, entretanto somente as grandes empresas têm acesso a essa tecnologia.
Outra desvantagem vem do fato de a PLC ser uma mídia compartilhada e estruturada de modo paralelo. Assim, todas as casas ligadas numa mesma subestação eléctrica compartilham a largura de banda disponível. Isso significa que o desempenho da ligação pode variar de acordo com o número de pessoas que estiverem navegando ou baixando arquivos simultaneamente.
Um dos grandes entraves que ainda existem para a ampla disseminação do acesso à Internet para o público em geral é, sem dúvida, a falta de um meio de transmissão de dados de baixo custo.
Até recentemente, a maioria dos esforços públicos e privados esteve concentrada na montagem de uma grande infraestrutura de comunicação, capaz de suportar o tráfego de informações na Internet por meio de grandes vias de dados, os chamados backbones.
O passo seguinte consistiu em encontrar uma maneira simples e prática de ligar individualmente cada usuário doméstico ou empresa ao "backbone" principal, um trecho normalmente chamado de "the last mile" (a última milha) pelos profissionais da área, isso até hoje tem sido feito utilizando infra-estruturas já existentes, como redes telefónicas ou de TV a cabo. Entretanto, esses meios tem-se concentrado em zonas urbanas — o que exclui residências de regiões afastadas ou de difícil acesso, além de serem relativamente caros.

## Serviços Suportados
Os serviços de telecomunicações em uma rede PLC estão baseados no protocolo TCP/IP (Transmission Control Protocol/Internet Protocol). O estádio actual da tecnologia PLC e as possibilidades de exploração de serviços que ela oferece merecem dupla atenção por parte dos dirigentes das Empresas de Energia Eléctrica, a anunciada chegada da competição nos mercados de energia e a consequente pressão pelo aumento de resultados vem forçando essas empresas a buscar fontes alternativas de receita, outra razão é que o emprego da tecnologia proporciona a redução de custos operacionais, outra imposição do mercado competitivo. A aplicação da tecnologia contribui para a realização desses dois objetivos, viabilizando a exploração dos seguintes serviços:
- Acesso em Banda Larga à Internet;
- Vídeo a Pedido;
- Telefonia IP VoIP;
- Serviços de Monitoração e Vigilância;
- Serviços de Monitoramento de Trânsito (Câmeras e Comandos);
- Automação Residencial Domótica;
- Monitoramento de processos produtivos on-line.

## Equipamentos
Os principais equipamentos presentes em redes PLC são:
Modem (PNT): Usado para a recepção e transmissão dos dados, o modem é instalado em um host (estação de trabalho, servidor, etc.) que é ligado à tomada de eletricidade. É responsável pela comunicação com o Demodulador Repetidor (PNR).
Demodulador Repetidor (PNR): Este equipamento faculta o acesso direto do sistema In door para o sistema Outdoor. Cada residência tem um, e este se comunica com o Concentrador Mestre (PNU).
Concentrador Mestre (PNU): Controla o sistema Outdoor e liga uma Célula de Energia (Power Cell) à rede do backbone. Geralmente esta localizada no transformador. Deste ponto em diante a comunicação pode ser feita pela operadora de telecomunicações.

## Modulação e Multiplexação
O Processo de Modulação consiste em transformar o sinal em uma forma adequada para a transmissão do sinal. O receptor recria a mensagem original mas se caso aconteça algum ruído ou distorção impossibilita a recriação exata da mensagem.
O processo de Multiplexação é o processo de combinar vários sinais para transmissão simultânea pelo mesmo canal.
Dentre os métodos básicos de multiplexação pode-se citar:
• Frequency-Division Multiplexing (FDM): usa modulação por onda contínua para colocar cada sinal em uma freqüência específica da banda. No receptor são usados vários filtros para separar os diferentes sinais e prepará-los para modulação.
• Time-Division Multiplexing (TDM): usa modulação por pulsos para posicionar os sinais em diferentes fatias de tempo.
• Code-Division Multiplexing (CDM): no qual cada sinal é identificado por uma seqüência (código) diferente.

## Interferências PLC
O PLC é uma tecnologia interferente aos serviços e utilizadores de rádio comunicação. Parte da banda de rádio de ondas médias - 1,7 a 3 MHz - todas as altas frequências HF - 3 a 30 MHz - e o VHF baixo -  30 a 50 MHz - ficam prejudicados com aumento do nível de ruído, inutilizando várias faixas de rádio.
Entre os sectores e serviços a serem interferidos estão as forças armadas, as comunicações aéreas e navais em HF, radioamadores, radiodifusão pública, ionossondas e pesquisas de radioastronomia em HF.
Estudos recentes debatidos em fóruns da ABERT ( Associação Brasileira de Rádio e Televisão) demonstraram interferências nos canais abertos de televisão em VHF e rádio AM.
Os radiodifusores reivindicam protecção contra o PLC, inclusive na manutenção das faixas internacionais de ondas tropicais e ondas curtas, de relevância social para difusão directa e gratuita de informações cobrindo todo o país, sem a necessidade de repetidoras, redes, links terrestres ou espaciais (satélites).
Equipamentos domésticos também podem causar interferências na rede PLC, como motores de escova, dimmers de luz, secadores de cabelos, aspiradores, furadeiras eléctricas, chuveiros elétricos, etc.
A conexão PLC é prejudicada em redes domésticas que dispuserem de  equipamentos bloqueadores de frequência (filtros de linha), equipamentos isoladores (estabilizadores) ou que sejam alimentados por fontes chaveadas (no-breaks).

## Experiências feitas no mundo
A tecnologia PLC foi inicialmente testada em experimentos de redes de banda larga entre 2001 e 2003, com resultados bem-sucedidos, o que levou à transformação dessas experiências em iniciativas comerciais. Mais de 10 países começaram a comercializar serviços de banda larga via PLC, com muitos outros demonstrando interesse. A rede PLC tem sido aplicada para oferecer acesso à internet de alta velocidade, com velocidades de até 45 megabits por segundo, como foi o caso de Porto Alegre, no Brasil, que se beneficiou da primeira rede comercial de PLC do país em 2006. Este serviço foi disponibilizado pela CEEE (Companhia Estadual de Energia Elétrica) na região da Restinga, uma das maiores redes PLC em média e baixa tensão, com objetivos de inclusão social e oferta de serviços de dados, imagem, voz e vídeo. 
No Brasil, a tecnologia foi testada por empresas como Eletropaulo Telecom, Light, Copel e Celg, mas até o momento, o serviço ainda não está disponível comercialmente em grande escala. O interesse do governo brasileiro, porém, é significativo, considerando a expansão da tecnologia para áreas de difícil acesso e para melhorar a infraestrutura de telecomunicações do país. No entanto, o uso da tecnologia PLC para internet continua a enfrentar desafios relacionados à interferência e à qualidade do sinal, especialmente em distâncias maiores.
Nos Estados Unidos, a PLC tem sido mais associada à automação de redes de energia, sendo utilizada principalmente para medição automatizada e sistemas de medição inteligente (AMI). As empresas de energia têm adotado PLC para a coleta de dados em tempo real, utilizando as próprias linhas de energia como meio de transmissão. Além disso, o uso de PLC tem sido experimentado no controle de carga e no gerenciamento de picos de demanda nas redes elétricas.
No entanto, a aplicação de PLC para internet de banda larga (BPL - Broadband over Power Lines) tem sido mais limitada. Embora a tecnologia tenha sido inicialmente promovida como uma solução para levar a internet a regiões rurais e de difícil acesso, a interferência causada pela propagação do sinal nas linhas de energia e as limitações de distância têm dificultado sua implementação em larga escala. Empresas nos Estados Unidos têm se mostrado relutantes em investir massivamente na infraestrutura de BPL, já que outras tecnologias como a fibra ótica e o 4G/5G têm se mostrado mais eficazes para a distribuição de internet em áreas urbanas e rurais.

## PLC na Rede Automotiva
Cada vez mais os automóveis estão se modernizando, com isso, a tecnologia automotiva se utiliza de uma grande quantidade de cabos elétricos,  pensando-se na redução da quantidade total de tais cabos. Uma solução em potencial está sendo testada, a comunicação de dados na rede elétrica (PLC) do automóvel. Utilizando esta tecnologia ela pode oferecer uma taxa de dados de alta e boa qualidade. Na técnica utiliza um modulador que fornece um acesso compartilhado do sistema. O PLC foi desenvolvido utilizando a técnica de Multi-Carrier (Multi-transmissor).
Para aperfeiçoar o sistema de transmissão de dados pela rede elétrica, tem que se ter um bom conhecimento sobre os canais necessários a serem utilizados, e, particularmente, ter conhecimento mais crítico no que se refere à transmissão em rede elétrica, para não iniciar ou parar um sistema elétrico como os limpadores de para-brisa e relés, e não gerar apenas impulsos que virão a serem problemas como ruído elétrico na rede, causando interferência do sinal na mesma.
Uma série de testes foi realizada para poder minimizar o aumento de ruído gerado por várias cargas eletrônicas. Um dos maiores obstáculos é minimizar os ruídos causados pelo motor do carro, que acabam gerando pulsos que podem modificar os pulsos na rede e causar transtornos, podendo corromper a transmissão de dados na rede.
Para determinar a capacidade do canal dos cabos para uma transmissão de dados PLC, funções de transferências entre dois nós foram medidos, como teste de ligar e desligar aparelhos do carro. Os testes foram realizados com dois modems PLC, o primeiro projetado pela LEA que utiliza um padrão de Homeplug. E o segundo da Spidcom que usa um padrão proprietário, ambos utilizam múltiplos canais de transmissão de modulação. 
O homeplug usa a OFDM (Orthogonal Frequency Division Multiplexing) baseado em 128 transmissores de 0 a 25 MHz em conjunção com concatenada de Viterbi e Reed e codificação Solomon com intercalação de carga de dados o homeplug utiliza o protocolo CSMA/CA para acesso à rede. O modem da Spidcom utilizada uma modulação com base em 896 transmissores, que vão de 0 a 30 MHz divididos em sete iguais sub-bandas. Para a transmissão de dados a BPSK QAM256 a modulação é usada em conjunto para pouco carregamento e esquema de codificação o modem Spidcom utiliza o protocolo Token para compartilhar a rede.
Para cada modem foram acoplados filtros para aperfeiçoar o desempenho, os modems tiveram um acoplamento indutivo. E a interligação da rede PLC é realizada por meio capacitivo, a fim de cancelar a corrente direta da rede.
O sistema PLC que contém uma taxa transferência de dados alta foi aqui apresentado. Baseia-se na técnica de OFDM. Para validar o sistema, a identificação dos ruídos foi necessária. Uma classificação dos ruídos de acordo com o pulso ou tipo de transmissão foi detalhada. Os modems, utilizando as multi-modulações para transporte, estavam acoplados à linha de alimentação do automóvel, através de um sistema de filtragem em relação com a norma EMC, que visa à manutenção de uma taxa de dados elevada. 
As medições revelaram a confiabilidade desta modulação. Além disso, o sistema é simulado, tendo em conta a resposta real do canal e o acoplamento, para tornar os resultados mais realistas. Diferentes parâmetros são otimizados levados a um modem PLC eficiente. Trabalhos adicionais serão realizados, a fim de encontrar a melhor configuração: carregamento de bits, e o número de transmissores.

## Segurança
Toda comunicação do PLC é criptografada. Alguns protocolos como o HomePlug 1.0 utilizam criptografia DES de 56 bits. Os dados estão sempre em rede local porque esta tecnologia não ultrapassa a caixa eléctrica da casa. Contém de facto muito mais segurança do que o Wi-Fi, que pode ser visível pelos vizinhos e que necessita uma identificação por utilizador e senha.
Embora os pacotes transmitidos sejam seguros, as ligações físicas são realizadas diretamente na tomada de energia eléctrica, deixando o hardware exposto às variações de tensão e raios.